# جوزف پیرونگ
جوزف پیرونگ (انگلیسی: Josef Pirrung; ۲۴ ژوئیهٔ ۱۹۴۹ – ۱۱ فوریهٔ ۲۰۱۱) بازیکن فوتبال اهل آلمان بود.
از باشگاه‌هایی که در آن بازی کرده‌است می‌توان به باشگاه فوتبال کایزرسلاوترن اشاره کرد.
وی همچنین در تیم ملی فوتبال آلمان بازی کرده‌است.